# Seppuku
Seppuku (切腹?, tagliare il ventre), comunemente noto harakiri (腹切り?), è un termine giapponese che indica un antico rituale suicida - obbligatorio o volontario - riservato alla classe guerriera, soprattutto samurai. Diffuso dalla metà del XII secolo fino a gran parte dell'Ottocento, fu ufficialmente bandito nel 1868. La parola harakiri, sebbene ampiamente conosciuta all'estero, è usata raramente dai giapponesi, che preferiscono il termine seppuku (composto dagli stessi kanji in ordine inverso). Il rituale dello sventramento faceva solitamente parte di una cerimonia molto elaborata e veniva eseguito davanti agli spettatori.

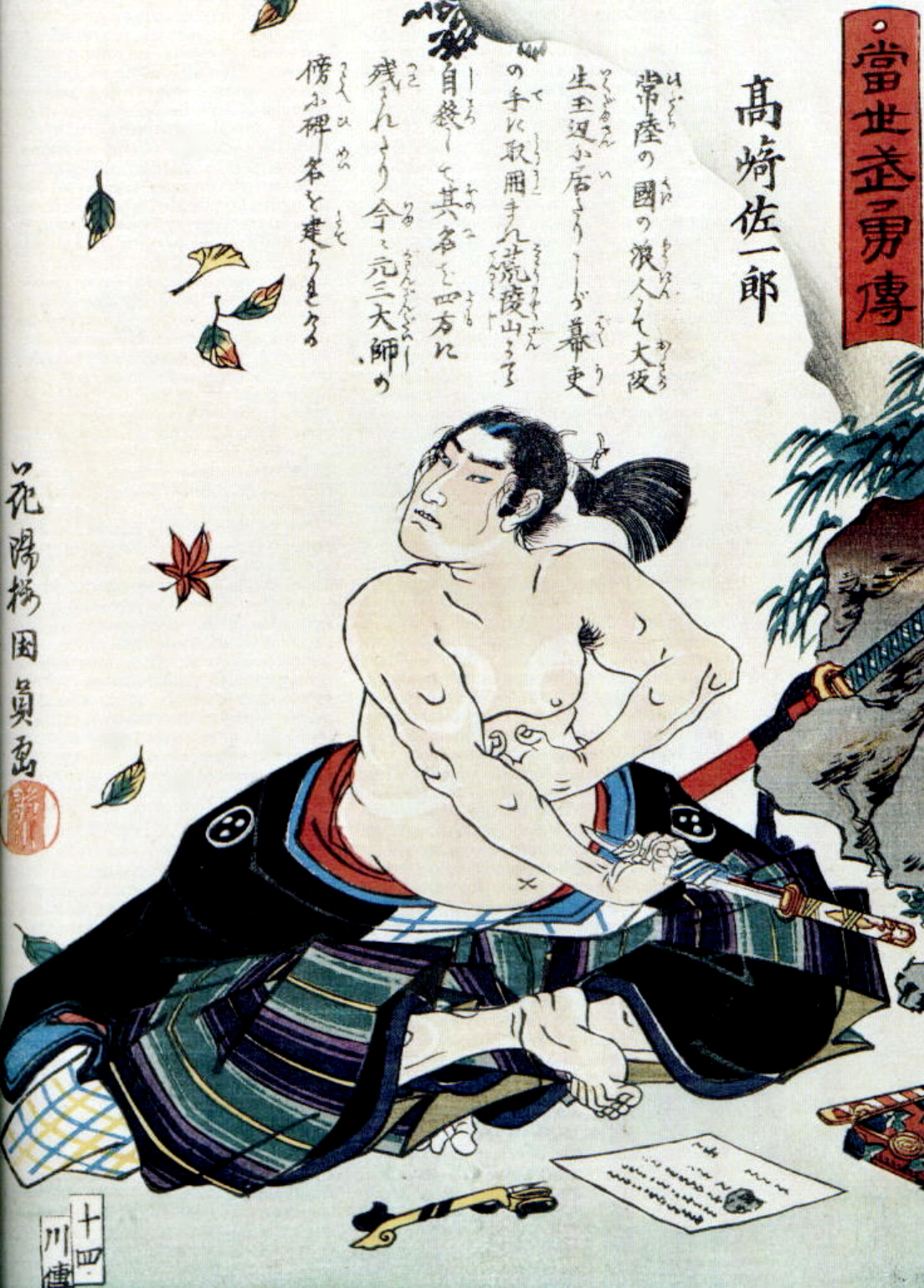
Rappresentazione del seppuku

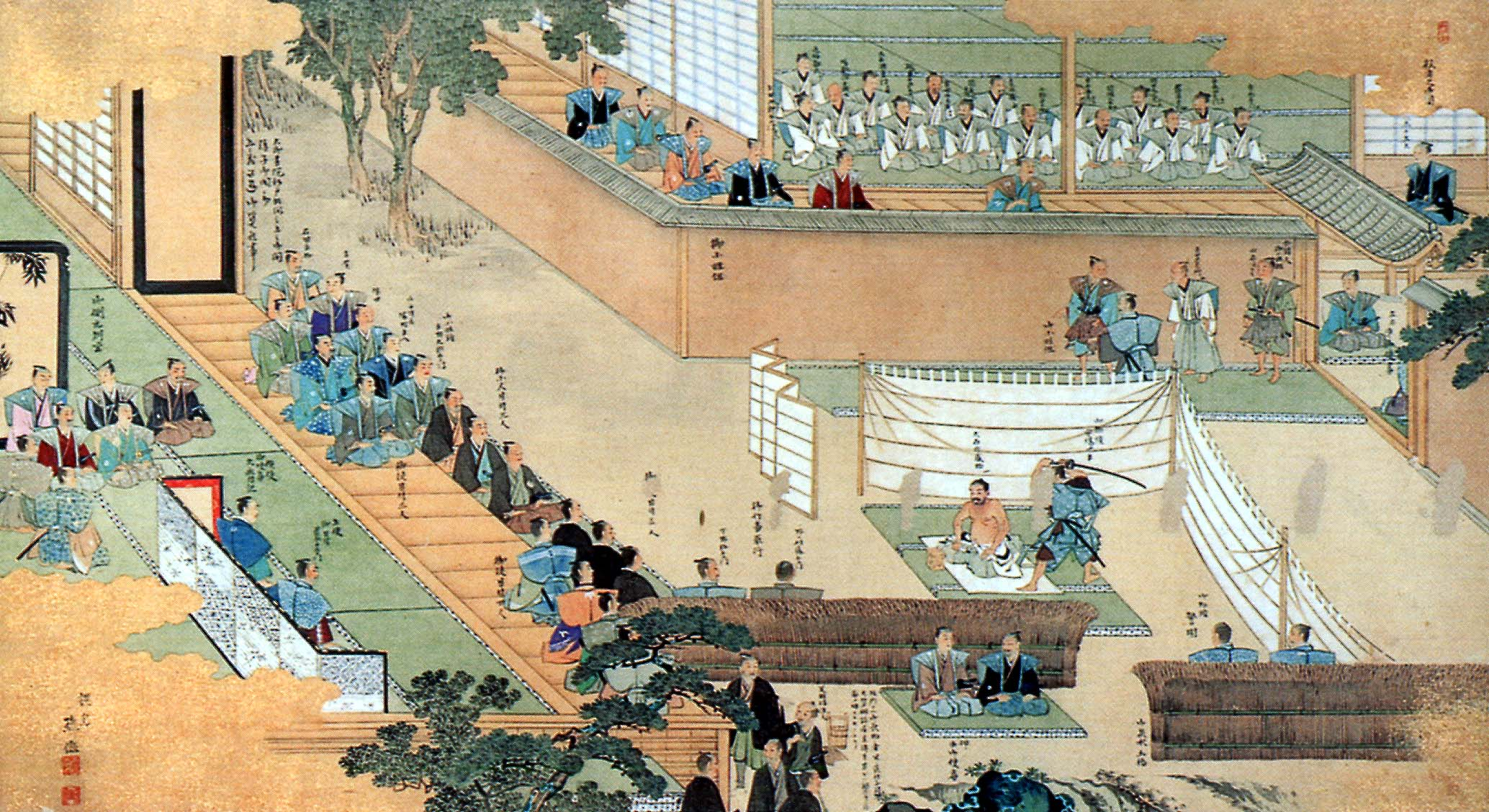
Il Ronin Kuranosuke si prepara al seppuku dopo aver vendicato il suo signore Asano nel 1703. il dipinto narra l'atto finale dei 47 Ronin

Il metodo di esecuzione appropriato consisteva in un taglio orizzontale (kiru) nella zona del addome, sotto l'ombelico (hara), effettuato con un tantō, wakizashi oppure un semplice pugnale, partendo dal lato sinistro e tagliandolo verso il lato destro, lasciando così scoperte le viscere come un modo per mostrare la purezza del carattere. Infine, se le forze lo permettevano, si effettuava un altro taglio tirando la lama verso l'alto, prolungando il primo taglio o iniziandone uno nuovo a metà di esso. Una volta terminato il taglio, il "boia", detto kaishakunin (介错人?), svolgeva la funzione finale del rituale, la decapitazione.
Poiché si tratta di un processo di suicidio estremamente lento e doloroso, il seppuku veniva utilizzato come metodo per dimostrare il coraggio, l'autocontrollo e la forte determinazione caratteristici di un samurai. Come parte del codice d'onore del bushido, il seppuku era una pratica comune tra i samurai, che consideravano la propria vita come una resa all'onore di morire gloriosamente, rifiutando di cadere nelle mani degli altri e dei loro nemici, o come forma di pena di morte di fronte al disonore per un crimine, un delitto o per qualsiasi altro motivo che li avrebbe disonorati. Altri motivi erano dietro questi coraggiosi atti, come la violazione della legge o il cosiddetto oibara (追腹?), in cui il ronin (浪人?) dopo aver perso il suo daimyo (大名?), che all'epoca aveva un ruolo simile al feudatario in Occidente, sarebbe stato costretto a praticare il seppuku, tranne nei casi in cui il suo signore per iscritto impedisse tale usanza.

## Vocabolario ed etimologia
Il seppuku ("taglia ventre") è anche conosciuto come harakiri (腹切り?, "ventre taglio") che è scritto con lo stesso kanji ma in ordine inverso, con un okurigana. In giapponese il termine più formale seppuku, una lettura cinese on'yomi, è usato di solito nella lingua scritta, mentre harakiri, una lettura kun'yomi, è utilizzato nella lingua parlata.
Christopher Ross afferma:
(Christopher Ross, Mishima's Sword, p.68)
La pratica di fare seppuku alla morte del proprio signore, nota come oibara (追腹? o 追い腹?, il kun'yomi o lettura giapponese) o tsuifuku (追腹?, lo on'yomi o lettura cinese), segue un rituale simile.

## La tradizione
Il seppuku veniva eseguito, secondo un rituale rigidamente codificato, come espiazione di una colpa commessa o come mezzo per sfuggire a una morte disonorevole per mano dei nemici. Si riteneva che il ventre fosse la sede dell'anima e pertanto il significato simbolico sotteso al rituale era quello di mostrare agli astanti la propria essenza, priva di colpe e in tutta la sua purezza. Il primo atto di seppuku di cui si abbia traccia fu compiuto da Minamoto no Yorimasa durante la battaglia di Uji nel 1180.
Alcune volte praticato volontariamente per svariati motivi, durante il periodo Edo (1603-1867) divenne una condanna a morte che non comportava disonore: il condannato, infatti, vista la sua posizione nella casta militare, non veniva giustiziato ma invitato o costretto a togliersi da solo la vita praticandosi con un pugnale (tantō) una ferita profonda all'addome, di una gravità tale da provocarne la morte.

## Il rituale

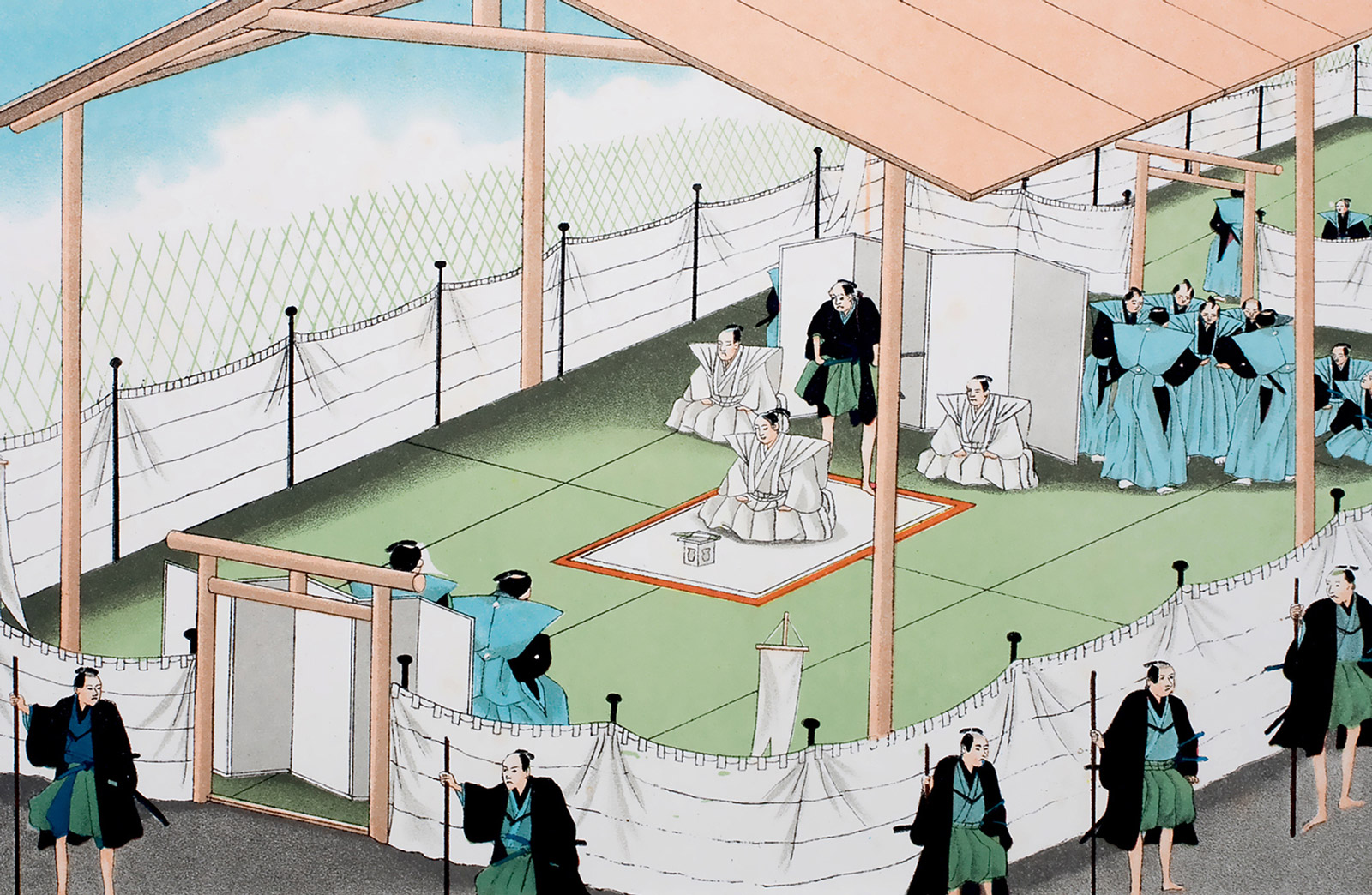
Stampa d'epoca che mostra il cerimoniale per il suicidio rituale giapponese (1867). Sullo sfondo, in piedi vestito di nero, il kaishakunin

Il taglio doveva essere eseguito da sinistra verso destra e poi verso l'alto mentre ci si trovava nella classica posizione giapponese detta seiza, cioè in ginocchio con le punte dei piedi rivolte all'indietro; ciò aveva anche la funzione di impedire che il corpo cadesse all'indietro poiché, secondo il codice morale allora seguito, il guerriero deve morire cadendo onorevolmente in avanti.
Per preservare ancora di più l'onore del samurai, un fidato compagno, chiamato kaishakunin, previa promessa all'amico, decapitava il samurai appena egli si era inferto la ferita all'addome in modo che il dolore non gli sfigurasse il volto. La decapitazione (kaishaku) richiedeva eccezionale abilità e infatti il kaishakunin era l'amico più abile nel maneggio della spada: un errore derivante da poca abilità o emozione avrebbe infatti causato notevoli ulteriori sofferenze. L'importanza e l'abilità erano vitali visto che la testa non doveva staccarsi dal corpo (sarebbe stato un disonore se avesse toccato terra distante dal corpo), ma il colpo doveva recidere di netto solo la parte posteriore del collo (recante spina dorsale e midollo) e lasciare la parte anteriore, formata solo dai muscoli e tessuti molli, come collegamento.
Il più noto caso di seppuku collettivo è quello dei quarantasette ronin, celebrato anche nel dramma Chūshingura, mentre uno tra i più recenti è quello dello scrittore Yukio Mishima, avvenuto nel 1970; in quest'ultimo caso il kaishakunin Masakatsu Morita, in preda all'emozione, sbagliò ripetutamente il colpo di grazia e pertanto dovette intervenire Hiroyasu Koga, che decapitò lo scrittore.
Una delle descrizioni più accurate di un seppuku è quella contenuta nel libro Tales of old Japan (1871) di Algernon Bertram Mitford, ripresa in seguito da Inazo Nitobe nel suo libro Bushidō, l'anima del Giappone (1899). Mitford fu testimone oculare del seppuku eseguito da Taki Zenzaburo, un samurai che, nel febbraio 1868, aveva dato l'ordine di sparare sugli stranieri a Kōbe e, assuntasi la completa responsabilità del fatto, si era dato la morte con l'antico rituale. La testimonianza è di particolare interesse perché resa da un occidentale che descrive una cerimonia così lontana dalla sua cultura con grande realismo.
Anche all'interno di un libro di Mishima, A briglia sciolta, sono contenute numerose descrizioni di seppuku compiute da alcuni samurai dopo aver tentato un'insurrezione per restaurare l'ordine tradizionale in Giappone e reintegrare l'Imperatore nella pienezza del suo potere.

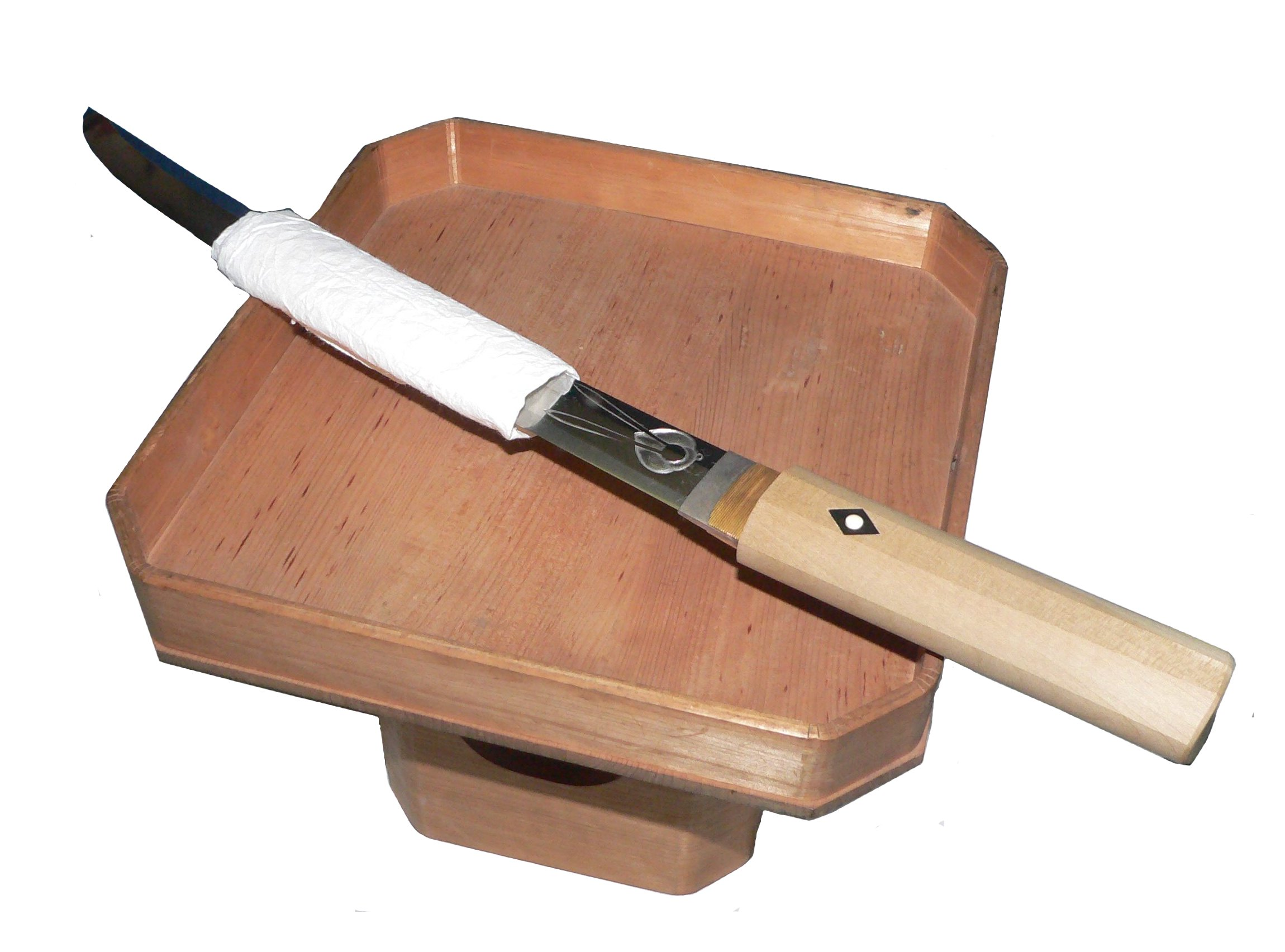
Coltello tantō, preparato per il seppuku

Nel 1889, con la costituzione Meiji, venne abolito come forma di punizione. Un caso celebre fu quello dell'anziano ex-daimyō Nogi Maresuke, che si suicidò nel 1912 alla notizia della morte dell'imperatore. Casi di seppuku si ebbero al termine della seconda guerra mondiale tra quegli ufficiali, spesso provenienti dalla casta dei samurai, che non accettarono la resa del Giappone.
Con il nome di jigai il seppuku era previsto, nella tradizione della casta dei samurai, anche per le donne; in questo caso il taglio non avveniva al ventre bensì alla gola dopo essersi legate i piedi per non assumere posizioni scomposte durante l'agonia. Anche di ciò è presente una descrizione nel citato libro di Mishima A briglia sciolta. La protagonista dell'opera Madama Butterfly di Puccini muore facendo uno jigai.
L'arma usata poteva essere il tantō, anche se più spesso, soprattutto sul campo di battaglia, la scelta ricadeva sul wakizashi, detto anche "guardiano dell'onore", la seconda lama - più corta della katana - che era portata di diritto dai soli samurai.

## Nel cinema
Una scena che riproduce il seppuku è chiaramente visibile in La battaglia di Hacksaw Ridge, film del 2016 diretto da Mel Gibson.